# Hinode
A sonda espacial Hinode foi lançada em 2006 no século XXI pela Agência Espacial Japonesa - Japan Aerospace Exploration Agency e conta com a colaboração da NASA - National Aeronautics and Space Administration, ESA - European Space Agency e PPARC - Particle Physics and Astronomy Research Council.
A Hinode estudará o campo magnético do sol e como a sua energia se propaga ao longo das camadas da atmosfera solar.

## Missão
Hinode foi planejado como uma missão de três anos para explorar os campos magnéticos do sol. Consiste em um conjunto coordenado de instrumentos ópticos, ultravioleta extremo (EUV) e raios x para investigar a interação entre o campo magnético do Sol e sua coroa. O resultado será uma melhor compreensão dos mecanismos que alimentam a atmosfera solar e impulsionam as erupções solares. O espectrômetro de imagem EUV (EIS) foi construído por um consórcio liderado pelo Laboratório de Ciência Espacial Mullard (MSSL) no UK. NASA, a agência espacial dos Estados Unidos, esteve envolvida em três componentes de instrumentos científicos: o Pacote de Plano Focal (FPP), o Telescópio de Raios-X (XRT) e o Espectrômetro de Imagem Ultravioleta Extrema (EIS) e compartilha suporte às operações para planejamento científico e geração de comandos por instrumentos. 